# Aspen Ladd
Aspen Ladd, född 1 mars 1995, är en amerikansk MMA-utövare som tävlar i organisationen Ultimate Fighting Championship i bantamviktsdivisionen. Hon har även tidigare tävlat i Invicta FC.

## Tävlingsfacit MMA
| Resultat | Facit | Motståndare           | Metod                   | Evenemang                             | Datum             | Rond | Tid  | Plats                 | Notering                                                 |
| -------- | ----- | --------------------- | ----------------------- | ------------------------------------- | ----------------- | ---- | ---- | --------------------- | -------------------------------------------------------- |
| Vinst    | 1-0   | Ana Carolina Vidal    | TKO (armbågar och slag) | Invicta FC 11                         | 27 februari 2015  | 1    | 4:21 | Los Angeles, CA, USA  | Flugviktsdebut                                           |
| Vinst    | 2-0   | Amanda Cooper         | Submission (armlås)     | Invicta FC 14                         | 12 september 2015 | 2    | 4:42 | Kansas City, MO, USA  |                                                          |
| Vinst    | 3-0   | Kelly McGill          | TKO (armbågar och slag) | Invicta FC 16                         | 11 mars 2016      | 3    | 1:47 | Las Vegas, NV, USA    | Bantamviktsdebut                                         |
| Vinst    | 4-0   | Jessica Hoy           | TKO (armbågar och slag) | Invicta FC 18                         | 29 juli 2016      | 2    | 3:14 | Kansas City, MO, USA  | Catchvikt (62,6 kg, 138,1 lbs), Ladd missade invägningen |
| Vinst    | 5-0   | Sijara Eubanks        | Domslut (enhälligt)     | Invicta FC 21                         | 14 januari 2017   | 3    | 5:00 | Kansas City, MO, USA  |                                                          |
| Vinst    | 6-0   | Lina Länsberg         | TKO (slag)              | UFC Fight Night: Cerrone vs. Till     | 21 oktober 2017   | 2    | 2:23 | Gdańsk, Polen         |                                                          |
| Vinst    | 7-0   | Tonya Evinger         | TKO (slag)              | UFC 229                               | 6 oktober 2018    | 1    | 3:26 | Las Vegas, NV, USA    |                                                          |
| Vinst    | 8-0   | Sijara Eubanks        | Domslut (enhälligt)     | UFC Fight Night: dos Anjos vs. Lee    | 18 maj 2019       | 3    | 5:00 | Rochester, NY, USA    |                                                          |
| Förlust  | 8-1   | Germaine de Randamie  | TKO (slag)              | UFC Fight Night: de Randamie vs. Ladd | 13 juli 2019      | 1    | 0:16 | Sacramento, CA, USA   |                                                          |
| Vinst    | 9-1   | Jana Kunitskaja (RUS) | TKO (slag)              | UFC on ESPN: Overeem vs. Rozenstruik  | 18 maj 2019       | 3    | 0:33 | Washington, D.C., USA |                                                          |